# Łęg-Witoszyn
Łęg-Witoszyn – kolonia w Polsce położona w województwie kujawsko-pomorskim, w powiecie włocławskim, w gminie Fabianki.
W latach 1975–1998 miejscowość administracyjnie należała do województwa włocławskiego. Według Narodowego Spisu Powszechnego (III 2011 r.) liczyła 135 mieszkańców. Jest czternastą co do wielkości miejscowością gminy Fabianki.

## Historia
W miejscowości znajduje się nieczynny cmentarz ewangelicki, w którego obrębie jest zbiorowa mogiła 8 żołnierzy polskich, o której wspomniano na kartach Kroniki Szkoły w Rachcinie sporządzonej w 1938 roku: W odległości czterech km od Rachcina na cmentarzu ewangelickim w Łęgu spoczywa kilku żołnierzy polskich poległych w obronie Włocławka w walce z Moskalami w roku 1920. Szkoła uczciła pamięć bohaterów składając wieniec na ich grobie w dzień Wszystkich Świętych.
W lesie niedaleko drogi z Włocławka do Bobrownik znajduje się mogiła żołnierzy poległych w 1920 roku. Na krzyżu umieszczona była tabliczka z tekstem: W tej zbiorowej mogile spoczywa 8 ciał ŻOŁNIERZY OBROŃCÓW WISŁY z 1920 r.. W sierpniu 2020 roku archeolodzy rozpoczęli badania zbiorowej mogiły z 1920 roku żołnierzy walczących z bolszewikami. W terenie znaleziono ślady okopu i łuski z 1919 roku, co potwierdza istnienie tu punktu obrony. W wykopie nie znaleziono szczątków ludzkich, co według archeolog Alicji Drozd nie świadczy o tym, że ich tu nie było. Mogły zostać ekshumowane.

## Galeria

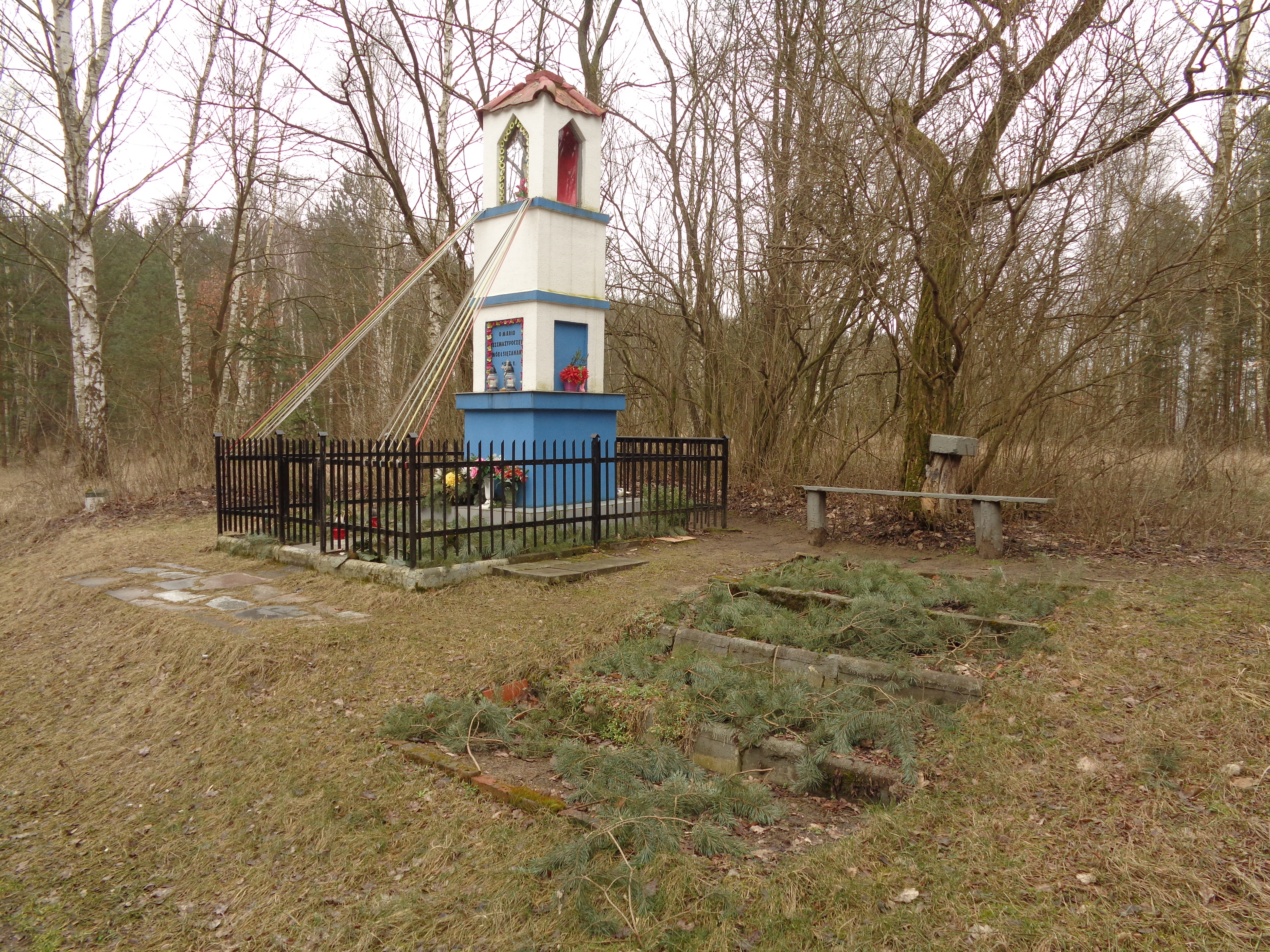
Nazywana przez mieszkańców kolonii "maryjką"
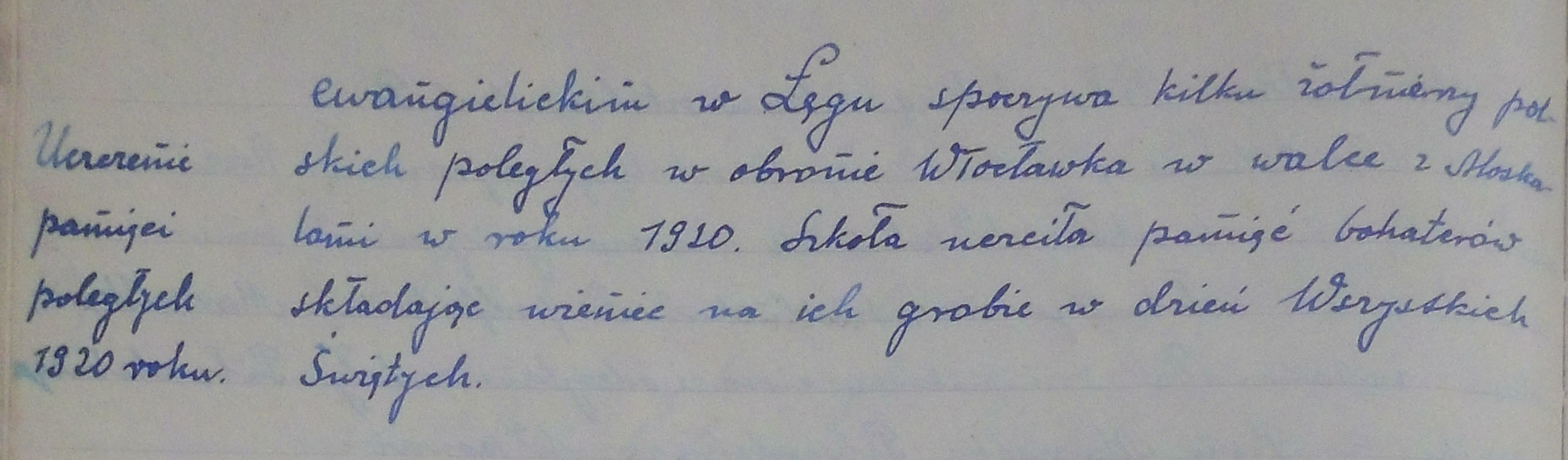
Zapis o miejscu pochówku Obrońców Wisły 1920 r. na kartach Kroniki Szkolnej z 1938 r. (Szkoła Powszechna w Rachcinie, gmina Szpetal)
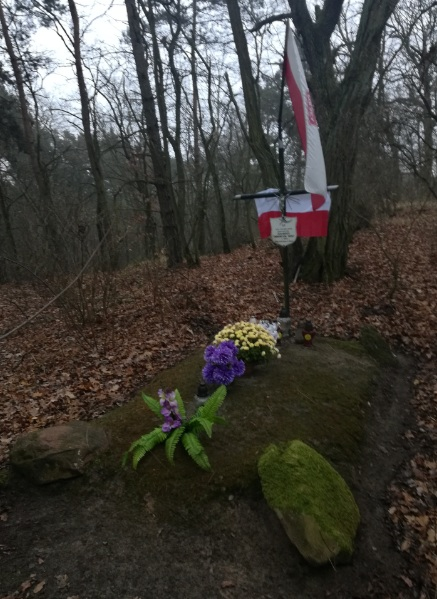
Zbiorowa mogiła polskich żołnierzy poległych w obronie Włocławka przez wojskami Rosji bolszewickiej w sierpniu 1920 r.